# Jagdgeschwader 27
27-ма винищувальна ескадра (нім. Jagdgeschwader 27 (JG 27) — винищувальна ескадра Люфтваффе за часів Другої світової війни.
27-ма винищувальна ескадра була сформована на початку жовтня 1939 року, брала активну участь у Французькій кампанії, в битві за Англію, з початку 1941 року групи II./JG27 і III./JG27 брали участь у Балканській кампанії. Група I./JG27 вела основні бойові дії в Північній Африці, підтримуючи Африканський корпус генерала Е. Роммеля. Влітку група III./JG27 протягом невеликого проміжку часу базувалася на Сицилії, а група II./JG27 брала участь в операції «Барбаросса» в складі групи армій «Центр» (район Вільнюс — Смоленськ). До кінця 1941 року всі групи були перекинуті до Північної Африки, де і залишалися до кінця листопада 1942 року.
У 1943 році підрозділи JG27 були розкидані по всіх фронтах. Штаб полку дислокувався у Відні й в Афінах, I./JG27 билась у Франції (Шербур), II./JG27 — на Сицилії і в Італії, III./JG27 — в Греції і на островах Додеканес. У березні в Греції сформували нову групу — IV./JG27, яка залишалася там до березня 1944 року. З середини 1943 року групи I. і II./JG27 були включені в систему ППО Рейху (Австрія і Південна Німеччина), а групи III. і IV./JG27 брали участь у боях у Франції, опинившись пізніше в західній частині Німеччини. У 1945 році ескадра билася в Південній Німеччині та Чехословаччині.

## Історія
27-ма винищувальна ескадра заснована 1 жовтня 1939 року на аеродромі Мюнстер-Гандорф поблизу Мюнстера за рахунок персоналу JG3. Спочатку формувався штаб ескадри та I./JG27, яка оснащувалась винищувачами Messerschmitt Bf 109 E-1 та E-3. Основним завданням ескадри було захист з повітря Рейнського промислового району та Вестфалії.

## Командування

### Командири
- оберстлейтенант Макс-Йозеф Ібель (нім. Max-Josef Ibel) (19 жовтня 1939 — 10 жовтня 1940);
- майор Бернгард Вольденга (нім. Bernhard Woldenga) (11 — 22 жовтня 1940, ТВО);
- майор Вольфганг Шелльманн (нім. Wolfgang Schellmann) (22 жовтня 1940 — 21 червня 1941);
- майор Бернгард Вольденга (21 червня 1941 — 10 червня 1942);
- оберстлейтенант Едуард Нойманн (нім. Eduard Neumann) (10 червня 1942 — 22 квітня 1943);
- оберстлейтенант Густав Редель (нім. Gustav Rödel) (22 квітня 1943 — 29 грудня 1944);
- майор Людвіг Францішкет (нім. Ludwig Franzisket) (30 грудня 1944 — 8 травня 1945).

## КавалериЛицарського хреста Залізного хрестаJG27
| Ім'я                    | Звання          | Лицарського хреста | Лицарського хреста з дубовим листям | Лицарського хреста з дубовим листям та мечами | Лицарського хреста з дубовим листям, мечами та діамантами |
| ----------------------- | --------------- | ------------------ | ----------------------------------- | --------------------------------------------- | --------------------------------------------------------- |
| Вільгельм Бальтазар     | гауптман        | 14 червня 1940     | 2 липня 1941                        |                                               |                                                           |
| Макс-Йозеф Ібель        | оберстлейтенант | 22 серпня 1940     |                                     |                                               |                                                           |
| Вольфганг Ліпперт       | гауптман        | 24 вересня 1940    |                                     |                                               |                                                           |
| Йоахім Шліхтінг         | гауптман        | 14 грудня 1940     |                                     |                                               |                                                           |
| Гергард Гомут           | оберлейтенант   | 14 червня 1941     |                                     |                                               |                                                           |
| Густав Редель           | оберлейтенант   | 22 червня 1941     | 20 червня 1943                      |                                               |                                                           |
| Карл-Вольфганг Редліх   | гауптман        | 9 липня 1941       |                                     |                                               |                                                           |
| Людвіг Францішкет       | оберлейтенант   | 20 липня 1941      |                                     |                                               |                                                           |
| Граф Ербо фон Кагенек   | гауптман        | 30 липня 1941      | 26 жовтня 1941                      |                                               |                                                           |
| Ганс-Йоахім Марсель     | гауптман        | 22 лютого 1942     | 6 червня 1942                       | 18 червня 1942                                | 3 вересня 1942                                            |
| Отто Шульц              | Оберлейтенант   | 22 лютого 1942     |                                     |                                               |                                                           |
| Ернст-Вільгельм Райнерт | гауптман        | 1 липня 1942       | 7 жовтня 1942                       | 1 лютого 1945                                 |                                                           |
| Ганс-Арнольд Штальшмідт | лейтенант       | 20 серпня 1942     | 3 січня 1944*                       |                                               |                                                           |
| Фрідріх Кернер          | лейтенант       | 6 вересня 1942     |                                     |                                               |                                                           |
| Вернер Шрер             | майор           | 20 жовтня 1942     | 2 серпня 1943                       | 19 квітня 1945                                |                                                           |
| Карл-Гайнц Бендерт      | лейтенант       | 30 жовтня 1942     |                                     |                                               |                                                           |
| Гюнтер Штайнгаузен      | фельдфебель     | 3 листопада 1942*  |                                     |                                               |                                                           |
| Вольф-Удо Еттель        | оберлейтенант   | 1 червня 1943      | 31 серпня 1943*                     |                                               |                                                           |
| Віллі Кінч              | оберлейтенант   | 22 листопада 1943  | 20 липня 1944*                      |                                               |                                                           |
| Ганс Реммер             | гауптман        | 9 червня 1944*     |                                     |                                               |                                                           |
| Ернст Дюльберг          | майор           | 20 серпня 1944     |                                     |                                               |                                                           |
| Ернст Бернген           | майор           | 3 серпня 1944      |                                     |                                               |                                                           |
| Фріц Громотка           | лейтенант       | 28 січня 1945      |                                     |                                               |                                                           |
| Петер Верфт             | гауптман        | 28 січня 1945      |                                     |                                               |                                                           |

Відмічені знаком «*», отримали нагороду посмертно